# Azerbajdžan
Azerbajdžan (azerbajdžansko Azərbaycan, [ɑːzæɾbɑjˈdʒɑn]), uradno Republika Azerbajdžan, je transkontinentalna država na meji med Vzhodno Evropo in zahodno Azijo. Azerbajdžan je del območja Južnega Kavkaza in meji na vzhodu na Kaspijsko jezero, na severu na Rusijo (Republika Dagestan), na severozahodu na Gruzijo ter na jugu na Armenijo, Turčijo in Iran. Glavno in največje mesto je Baku.
Azerbajdžanska demokratična republika je razglasila svojo neodvisno od Transkavkaške demokratične federativne republike leta 1918 in je postala prva sekularna demokratična država z muslimansko večino. Leta  1920 je bila država vključena v Sovjetsko zvezo kot Azerbajdžanska SSR. Sodobni Azerbajdžan je svojo neodvisno razglasil 30. avgusta 1991, tik pred razpadom Sovjetske zveze istega leta. Septembra 1991 je etnična armenska večina območja Gorskega Karabaha ustanovila samorazglašeno Republiko Arcah. To območje in sedem okoliških okrožij je mednarodno priznanih kot del Azerbajdžana in potekajo pogajanja za rešitev statusa Gorskega Karabaha s pogajanji ob podpori OSCE, čeprav je de facto postalo neodvisno v prvi vojni v Gorskem Karabahu leta 1994. Po drugi vojni v Gorskem Karabahu leta 2020 je bilo sedem okrožij in delov Gorskega Karabaha vrnjenih pod azerbajdžanski nadzor.
Azerbajdžan je unitarna polpredsedniška republika. Je ena od šestih neodvisnih turških držav ter aktivna članica Organizacije turških držav in skupnosti TÜRKSOY. Azerbajdžan ima diplomatske odnose s 182 državami in je član 38 mednarodnih organizacij, vključno z Združenimi narodi, Svetom Evrope, Gibanjem neuvrščenih, OVSE in Natovim programom Partnerstvo za mir. Je ena od ustanovnih članic organizacije GUAM, CIS, in OPCW. Azerbajdžan je tudi država opazovalka pri Svetovni trgovinski organizaciji.
Ogromna večina prebivalstva države (97 %) je nominalno muslimanov, vendar ustava ne določa uradne religije in so vse pomembne politične sile v državi sekularne. Azerbajdžan je država v razvoju in je uvrščen na 91. mesto po indeksu človekovega razvoja. Je visoko uvrščen po gospodarskem razvoju, pismenosti in nizki stopnji nezaposlenosti. Vendar je bila vladajoča Nova Azerbajdžanska stranka, ki je na oblasti od leta 1993 in jo vodita Hejdar Alijev in njegov sin Ilham Alijev, večkrat obtožena avtoritarnosti, poslabšanja stanja na področju človekovih pravic, vključno z vse večjim omejevanjem državljanskih svoboščin, zlasti svobode tiska, in politične represije.

## Zgodovina

### Antika
Najstarejši dokazi o naseljevanju ljudi na območju Azerbajdžana segajo v pozno kameno dobo in so povezani z kulturo Guručaj v Azohških jamah. Kulture zgornjega paleolitika in pozne bronaste dobe so potrjene v jamah v kraju Tağılar, Damcılı, Zar, Yataq-yeri ter v nekropolah Lejla Tepe in Saraj Tepe.
Zgodnji naseljenci so bili Skiti v 9. stoletju pred našim štetjem. Za njimi so na območje južno od Arasa prišli iranski Medijci. Medijci so med 900–700 pr. n. št. zgradili obsežno cesarstvo, ki je bilo okoli leta 550 pred našim štetjem integrirano v Ahemenidsko cesarstvo. V obdobju Ahemenidov je prišlo do širjenja zaratustrstva. Kasneje je območje zasedel Aleksander Veliki, za njim pa je bil del Selevkidskega cesarstva. V tem obdobju se je zaratustrstvo razširilo na Kavkaz in v  Atropateno. Kavkaški Albanci, prvotni prebivalci severovzhodnega Azerbajdžana, so vladali tem območjem od približno 4. stoletja pred našim štetjem in ustanovili neodvisno kraljestvo.

### Od Sasanidov do Safavidov
Sasanidsko cesarstvo je kavkaško Albanijo leta 252 spremenilo v vazalno državo, kralj Urnajr pa je v 4. stoletju uradno sprejel krščanstvo kot državno vero. Kljub vladavini Sasanidov je Albanija ostala entiteta v regiji do 9. stoletja in ohranila svojo monarhijo. Kljub temu, da je bil eden glavnih vazalov sasanidskega cesarja, je imel albanski kralj navidezno oblast, marzban (vojaški guverner) pa je imel večino civilne, verske in vojaške oblasti.
V prvi polovici 7. stoletja je kavkaška Albanija kot vazal Sasanidov, po osvajanju Perzije, spadala pod nominalno muslimansko oblast. Omajadski kalifat je pregnal tako Sasanide kot Bizantince iz Zakavkazja in spremenil kavkaško Albanijo v vazalno državo po krščanskem odporu, ki ga je vodil kralj Javanšir in je bil leta 667 zatrt. Močan vakuum, ki ga je zapustil propad Abasidskega kalifata, so zapolnile številne lokalne rodbine, kot Salaridi, Sadžidi in Šadadidi. V začetku 11. stoletja so ozemlje postopoma zavzeli Oguzi, Turki iz Srednje Azije. Prva od teh ustanovljenih turških rodbin je bilo Seldžuško cesarstvo, ki je na območje, ki je danes znano kot Azerbajdžan, vstopilo do leta 1067.
Predturško prebivalstvo, ki je živelo na ozemlju sodobnega Azerbajdžana, je govorilo več indoevropskih in kavkaških jezikov, med njimi armensko in  iranske jezike, azarski jezik, ki ga je postopoma zamenjala turščina, zgodnji predhodnik današnje azerbajdžanščine. Nekateri jezikoslovci so tudi navedli, da so tatijska narečja iranskega Azerbajdžana in Azerbajdžanske republike, podobna tistim, ki jih govorijo Tati, izvirala iz azarskega jezika.
Pod Seldžuki so lokalni pesniki, kot sta Nizami Gandžavi in Khaqani, na ozemlju današnjega Azerbajdžana povzročili razcvet perzijske literature.
Lokalna rodbina Širvanšah je postala vazal Timurjevega cesarstva in mu pomagala v njegovi vojni z vladarjem Zlate horde Toktamišem. Po Timurjevi smrti sta nastali dve neodvisni in rivalski državi: Kara Kojunlu in Ak Kojunlu. Širvanšahi so se vrnili in ohranili visoko stopnjo avtonomije kot lokalni vladarji in vazali od leta 861 in to več stoletij naprej. Leta 1501 je iranska rodbina Safavidov pokorila Širvanšahe in pridobila njihove posesti. V naslednjem stoletju so Safavidi nekoč sunitsko prebivalstvo spremenili v šiitski islam, kot so to storili s prebivalstvom v današnjem Iranu. Safavidi so Širvanšahom dovolili, da ostanejo na oblasti pod safavidskim suzerenstvom do leta 1538, ko jih je Safavidski kralj Tahmasp I. (vladal 1524–1576) popolnoma odstavil in to območje določil kot provinco Širvan. Sunitski Osmani so uspeli zasesti dele današnjega Azerbajdžana kot posledico osmansko-safavidske vojne 1578–1590; do začetka 17. stoletja jih je izpodrinil iranski vladar Abas I. (vladal 1588–1629). Ob propadu Safavidskega cesarstva so Baku in njegovo okolico na kratko zasedli Rusi kot posledico rusko-perzijske vojne 1722–1723. Kljub kratkim posredovanjem sosednjih iranskih tekmecev je dežela današnjega Azerbajdžana ostala pod iransko oblastjo od prvega pojava Safavidov do 19. stoletja.

### Sodobna zgodovina
Po Safavidih je območju vladala iranska dinastija Afšaridov. Po smrti Nader šaha (vladal 1736–1747) so mnogi njegovi nekdanji subjekti izkoristili nestabilnost. Na območju so se pojavili številni kanati z različnimi oblikami avtonomije. Vladarji teh kanatov so bili neposredno povezani z vladajočimi iranskimi rodbinami in so bili vazali in podložniki iranskega šaha. Kanati so nadzorovali svoje zadeve po mednarodnih trgovinskih poteh med Srednjo Azijo in Zahodom.
Nato je bilo območje pod zaporednimi oblastmi iranskih Zandijcev in Kadžarov. Od poznega 18. stoletja si je cesarska Rusija prizadevala pridobiti zakavkaško regijo, ki je bila večinoma v rokah Irana. Leta 1804 so Rusi napadli in osvojili iransko mesto Gandža, kar je sprožilo rusko-perzijsko vojno 1804–1813. Vojaško močnejši so Rusi vojno končali z zmago.
Po izgubi vojne je bil Iran prisiljen priznati nadvlado Ruskega cesarstva nad večino kanatov, skupaj z Gruzijo in Dagestanom, v skladu z Gulistansko pogodbo.
Območje severno od reke Aras, ozemlje sodobnega Azerbajdžana, je bilo iransko ozemlje, dokler ga v 19. stoletju ni zasedla Rusija. Približno desetletje pozneje so Rusi v nasprotju s pogodbo iz Gulistana vdrli v iranski Erevanski kanat. To je spodbudilo končni spopad in rusko-perzijsko vojno 1826–1828. Nastala Turkmenčajska pogodba je prisilila Kadžarski Iran, da odstopi suverenost nad Erevanskim kanatom, Nahičevanskim kanatom in preostankom Lankaranskega kanata, ki je vseboval zadnje dele sodobnega Azerbajdžana. Po vključitvi vseh kavkaških ozemelj v Rusijo je bila nova meja med obema postavljena ob reki Aras, ki je po razpadu Sovjetske zveze pozneje postala del meje med Iranom in Azerbajdžanom.
Tako je azerbajdžanska etnična skupina danes razdeljena med dve državi: Iran in Azerbajdžan. Število etničnih Azerbajdžancev v Iranu je daleč večje kot v sosednjem Azerbajdžanu.
Po razpadu Ruskega imperija med prvo svetovno vojno je bila razglašena kratkotrajna Zakavkaška demokratična federativna republika, ki predstavlja današnje republike Azerbajdžan, Gruzijo in Armenijo. Sledili so marčevski pokoli, ki so se zgodili med 30. marcem in 2. aprilom 1918 v mestu Baku in sosednjih območjih Bakujskega governorata Ruskega cesarstva. Ko se je republika maja 1918 razpustila, je vodilna stranka Musavat razglasila neodvisnost Azerbajdžanske demokratične republike in sprejela ime Azerbajdžan; ime, ki se je pred razglasitvijo uporabljalo izključno za sklicevanje na sosednjo severozahodno regijo sodobnega Irana. Bila je prva moderna parlamentarna republika v muslimanskem svetu. Med pomembnimi dosežki parlamenta je bila razširitev volilnih pravic na ženske, s čimer je Azerbajdžan postal prvi muslimanski narod, ki je ženskam podelil enake politične pravice kot moškim. Drug pomemben dosežek republike je bila ustanovitev Bakujske državne univerze, ki je bila prva moderna univerza, ustanovljena na muslimanskem vzhodu.
Do marca 1920 je bilo očitno, da bo sovjetska Rusija napadla Baku. Lenin je dejal, da je bila invazija upravičena, saj sovjetska Rusija ne bi mogla preživeti brez nafte iz Bakuja. Neodvisni Azerbajdžan je zdržal le 23 mesecev, dokler ga ni napadla boljševiška 11. sovjetska Rdeča armada in 28. aprila 1920 ustanovila Azerbajdžansko SSR. Kar 20.000 azerbajdžanskih vojakov je umrlo, upirajoč se ruskemu ponovnemu prevzemu.
13. oktobra 1921 so sovjetske republike Rusija, Armenija, Azerbajdžan in Gruzija podpisale sporazum s Turčijo, znan kot pogodba iz Karsa. Prej neodvisna republika Aras bi s to postala Nahičevanska avtonomna sovjetska socialistična republika znotraj Azerbajdžanske republike. Po drugi strani je Armenija dobila regijo Zangezur, Turčija pa se je strinjala, da bo vrnila Gjumri (takrat znan kot Aleksandropol).
Med drugo svetovno vojno je Azerbajdžan igral ključno vlogo v strateški energetski politiki Sovjetske zveze, saj je 80 % nafte Sovjetske zveze na vzhodni fronti dobavljal Baku. Z odlokom vrhovnega sovjeta ZSSR februarja 1942 je bila zaveza več kot 500 delavcev in zaposlenih v naftni industriji Azerbajdžana odlikovana z redovi in medaljami. Operacija Edelweiss, ki jo je izvedel nemški Wehrmacht, je bila usmerjena v Baku zaradi njegove pomembnosti kot energetske sile ZSSR. Petina vseh Azerbajdžancev, približno 681.000 ljudi z več kot 100.000 žensk, se je med drugo svetovno vojno borilo. Na fronti je bilo ubitih približno 250.000 ljudi iz Azerbajdžana. Več kot 130 Azerbajdžanov je bilo imenovanih za junake Sovjetske zveze. Azerbajdžanski generalmajor Azi Aslanov je bil dvakrat nagrajen za heroja Sovjetske zveze .

### Osamosvojitev
Po politiki glasnosti, ki jo je sprožil Mihail Gorbačov, so v različnih regijah Sovjetske zveze rasli državljanski nemiri in etnični prepiri, vključno z Gorskim Karabahom, avtonomno regijo Azerbajdžanske SSR. Motnje v Azerbejdžanu so kot odziv Moskve do že tako vročega konflikta povzročile pozive k neodvisnosti in odcepitvi, ki sta se končala z dogodki v Bakuju v Črnem januarju. Kasneje leta 1990 je Vrhovni svet Azerbajdžanske SSR z naslova črtal besede sovjetska socialistična, sprejel Deklaracijo o suverenosti Azerbajdžanske republike in zastavo Azerbajdžanske demokratične republike obnovil kot državno zastavo. Zaradi neuspelega državnega udara, ki se je avgusta zgodil v Moskvi, je vrhovni svet Azerbajdžana 18. oktobra 1991 sprejel Deklaracijo o neodvisnosti, ki je bila potrjena z državnim referendumom decembra 1991, medtem ko je Sovjetska zveza 26. oktobra uradno prenehala obstajati decembra 1991. Država zdaj 18. oktobra praznuje svoj dan neodvisnosti.
Zgodnja leta neodvisnosti je zasenčila vojna za Gorski Karabah z etnično armensko večino, ki jo je podpirala Armenija. Do konca sovražnosti leta 1994 so Armenci nadzorovali do 20 odstotkov azerbajdžanskega ozemlja, vključno s samim Gorskim Karabahom. Med vojno so bila storjena mnoga grozodejstva, vključno s pokoli. Poleg tega je bilo približno 30.000 ljudi ubitih in več kot milijon ljudi razseljenih. Štiri resolucije Varnostnega sveta Združenih narodov (822, 853, 874 in 884) zahtevajo »takojšen umik vseh armenskih sil z vseh okupiranih ozemelj Azerbajdžana«. V 90. letih je Azerbajdžan zapustilo veliko Rusov in Armencev. Po popisu iz leta 1970 je bilo v Azerbajdžanu 510.000 etničnih Rusov in 484.000 Armencev.

## Geografija
Geografsko Azerbajdžan leži v regiji Zakavkazje na meji Vzhodno Evropo in  Bližnjim vzhodom. Leži med zemljepisnima širinama 38 ° in 42 ° S, ter dolžinama 44 ° in 51 ° E. Skupna dolžina azerbajdžanske kopenske meje je 2648 km, od tega 1007 km z Armenijo, 756 km z Iranom, 480 km z Gruzijo, 390 km z Rusijo in 15 km s Turčijo. Obala je dolga 800 km, dolžina najširšega območja azerbajdžanskega odseka Kaspijskega jezera pa je 456 km. Ozemlje se razprostira 400 km od severa proti jugu in 500 km od zahoda proti vzhodu. Republika Azerbajdžan obsega 86.600 km², od tega pripada 5.500 km² Avtonomni Republiki Nahičevan.
Tri fizične lastnosti prevladujejo v Azerbajdžanu: Kaspijsko jezero, katerega obala predstavlja naravno mejo proti vzhodu, gorsko območje Visoki Kavkaz in obsežne ravnice v središču države. Obstajajo tudi tri gorske verige, Visoki in Mali Kavkaz ter gorovje Tališ, ki skupaj pokrivajo približno 40 % države. Najvišji vrh je gora Bazardüzü (4466 m), najnižja točka pa je v Kaspijskem morju (− 28 m). Skoraj polovica vseh blatnih vulkanov na Zemlji je skoncentrirana v Azerbajdžanu, ti vulkani pa so bili tudi med nominirani za Sedem novih svetovnih čudes narave.
Glavni vodni viri so površinske vode. Vendar pa je le 24 od 8350 rek daljših od 100 km. Vse reke odtekajo v Kaspijsko jezero. Drugo največje jezero je Sarisu (67 km²), najdaljša reka pa Kura (1515 km), ki priteče iz Armenije. Štirje glavni otoki (večja Pirallahı ter Cilov) v Kaspijskem jezeru imajo skupno površino več kot 30 kvadratnih kilometrov. Na Apšeronskem polotoku in v Kaspijskem jezeru pridobivajo nafto.
Od osamosvojitve Azerbajdžana leta 1991 je vlada sprejela ukrepe za ohranjanje okolja. Nacionalna zaščita okolja se je pospešila po letu 2001, ko se je državni proračun povečal zaradi novih prihodkov, ki jih zagotavlja plinovod Baku-Tbilisi-Ceihan. V štirih letih so se zaščitena območja podvojila in zdaj predstavljajo 8 % ozemlja države. Od leta 2001 je vlada ustanovila sedem velikih rezervatov in skoraj podvojila sektor proračuna, namenjenega varstvu okolja.

### Površje in podnebje
Azerbajdžanu sestavljajo zelo različne pokrajine. Več kot polovico kopenske površine sestavljajo gorski grebeni, doline in planote, ki se ponekod dvigajo med 400–1000 metrov (vključno s srednjim in spodnjim nižavjem), od 100–120 metrov (Talis, Jeirančol-Adžinohur in Langabiz-Alat ) in od 0–50 metrov in več (Qobustan, Abšeron). Preostali del azerbajdžanskega površja sestavljajo nižine in planote. Nadmorske višine se gibljejo od približno – 28 metrov na obali Kaspijskega jezera do 4466 metrov (vrh Bazardüzü).
Na oblikovanje podnebja v Azerbajdžanu vplivajo zlasti hladne arktične zračne mase skandinavskega anticiklona, zmerne zračne mase sibirskega anticiklona in srednjeazijski anticikloni. Raznolika pokrajina vpliva na načine, kako zračne mase vstopajo v državo. Visoki Kavkaz varuje državo pred neposrednimi vplivi hladnih zračnih mas, ki prihajajo s severa. To vodi k oblikovanju subtropskega podnebja na večini vznožja in planot države, značilna je tudi visoka stopnja sončnega sevanja.
9 od 11 obstoječih podnebnih pasov je v Azerbajdžanu. Absolutna najnižja temperatura (− 33 °C) in absolutna najvišja temperatura (46 °C) sta bili opaženi v regijah Julfa in Ordubad - Nahičevan. Najvišje letne padavine padejo v Lankaranu (1600 do 1800 mm), najmanj pa v Abšeronu (200 do 350 mm).
Reke in jezera so glavni del vodnih sistemov Azerbajdžana, oblikovali so se v dolgem geološkem časovnem obdobju. To še posebej dokazujejo ostanki starodavnih rek po vsej državi. Vodni sistemi v državi se nenehno spreminjajo pod vplivom naravnih sil in človeških industrijskih dejavnosti. Prekopi in ribniki so del vodnega sistema. Glede oskrbe z vodo je Azerbajdžan pod povprečjem na svetu s približno 100.000 kubičnimi metri na leto vode na kvadratni kilometer. Vsi veliki rezervoarji vode so zgrajeni na reki Kura. Hidrografija Azerbajdžana v osnovi spada v porečje Kaspijskega jezera.
Kura in Aras sta glavni reki. Reke, ki se neposredno izlivajo v Kaspijsko jezero, izvirajo večinoma v severovzhodnem pobočji Visokega Kavkaza in pogorja Talis in tečejo po nižinah Samur – Deveči in Lankaran.
Janar Dag, v prevodu 'goreča gora', je plamen zemeljskega plina, ki nenehno gori na pobočju Apšeronskega polotoka v Kaspijskem jezeru v bližini Bakuja, ki je tudi znan kot 'dežela ognja'. Plameni izhajajo v zrak iz tanke, porozne plasti peščenjaka. Je turistična zanimivost za obiskovalce območja Bakuja.

### Biotska pestrost
Prva poročila o bogastvu in raznolikosti življenja živali v Azerbajdžanu lahko najdemo v potopisnih zapiskih vzhodnih popotnikov. Rezbarije živali na arhitekturnih spomenikih, starodavnih skalah in kamnih so preživele do današnjih časov. Prve informacije o rastlinstvu in živalstvu so bile zbrane med obiski naravoslovcev v Azerbajdžanu v 17. stoletju.
Zabeleženih in razvrščenih je bilo 106 vrst sesalcev, 97 vrst rib, 363 vrst ptic, 10 vrst dvoživk in 52 vrst plazilcev. Narodna žival Azerbajdžana je Karabaški konj (azerbajdžansko Qarabağ atı), gorsko-stepski dirkalni in konj za jahanje, ki je tu endemičen. Karabaški konj slovi zaradi dobrega temperamenta, hitrosti, elegance in inteligence. Gre za eno najstarejših pasem, pri čemer predniki datirajo v antiko. Danes je konj ogrožena vrsta.
Azerbajdžansko rastlinstvo sestavlja več kot 4500 vrst višjih rastlin. Zaradi edinstvenega podnebja je rastlinstvo po številu vrst veliko bogatejše kot v drugih republik Zakavkazja. V Azerbajdžanu najdemo približno 67 % vrst, ki rastejo na celotnem Kavkazu. Približno polovica države je namenjena poljedelstvu, 12 % površja pokrivajo gozdovi.

## Upravne enote
Azerbajdžan je razdeljen na 10 gospodarskih regij, 66 rajonov (rajon) in 77 mest (şəhər), od katerih jih je 12 pod neposrednim nadzorom republike. Poleg tega Azerbajdžan vključuje avtonomno republiko] (muxtar respublika) Nahičevan. Predsednik imenuje guvernerje teh enot, vlado Nahčevana pa izvoli in odobri parlament avtonomne republike. Regije so:
- Abšeron
- Aran
- Daglig-Širvan
- Ganja-Kazah
- Guba-Hačmaz
- Kalbajar-Lačin
- Lankaran
- Nahčevan
- Šaki-Zaqatala
- Juhari-Karabah

## Gospodarstvo
Po pridobitvi neodvisnosti leta 1991 je Azerbajdžan postal član Mednarodnega denarnega sklada, Svetovne banke, Evropske banke za obnovo in razvoj, Islamske razvojne banke in Azijske razvojne banke. Bančni sistem Azerbajdžana sestavljajo centralna banka Azerbajdžana, poslovne banke in nebančne kreditne organizacije. Nacionalna (zdaj Centralna) banka je bila ustanovljena leta 1992 na podlagi Azerbajdžanske državne hranilnice, podružnice nekdanje Državne hranilnice ZSSR. Centralna banka deluje kot centralna banka Azerbajdžana, pooblaščena za izdajo nacionalne valute, azerbajdžanski manat in nadzor nad vsemi komercialnimi bankami. Dve glavni komercialni banki sta UniBank in državna Mednarodna banka Azerbajdžana.
V začetku 2000-ih je bila kronično visoka inflacija pod nadzorom. To je privedlo do uvedbe nove valute, novega azerbajdžanskega manata, ki je 1. januarja 2006 zatrdil gospodarske reforme in odpravil ostanke nestabilnega gospodarstva. Glede na poročilo Svetovne banke o poslovanju za leto 2019 je Azerbajdžan izboljšal svoj položaj na lestvici enostavnosti poslovanja s 57 na 25. Kot rezultat izvajanja rekordnega števila reform, ki so večinoma vključevale institucionalne spremembe med desetimi najpomembnejšimi izboljšavami, je poslovanje v Azerbajdžanu postalo lažje.

### Energetika
Dve tretjini Azerbajdžana je bogata z nafto in zemeljskim plinom.
Zgodovina naftne industrije Azerbajdžana sega v starodavno obdobje. Arabski zgodovinar in popotnik Ahmed Al-Belaruri je v antiki razpravljal o gospodarstvu Abšeronskega polotoka, pri čemer je omenil zlasti njegovo nafto. V Azerbajdžanu je veliko naftovodov.
Regija Malega Kavkaza ima večino zlata, srebra, železa, bakra, titana, kroma, mangana, kobalta, molibdena, kompleksne rude in antimona. Septembra 1994 je bila podpisana 30-letna pogodba med državno naftno družbo Azerbajdžanske republike (SOCAR) in 13 naftnimi podjetji, med njimi Amoco, BP, ExxonMobil, Lukoil in Equinor. Ker lahko zahodne naftne družbe izkoriščajo globokomorska naftna polja, ki se jih sovjetska eksploatacija ni dotaknila, Azerbajdžan velja za eno najpomembnejših točk na svetu za raziskovanje in razvoj nafte . Medtem je bil ustanovljen Državni naftni sklad Azerbajdžana kot zunaj proračunski sklad za zagotavljanje makroekonomske stabilnosti, preglednosti upravljanja prihodkov od nafte in varovanja virov za prihodnje generacije.
Azeriqaz, poddružba SOCAR-ja, namerava do leta 2021 zagotoviti popolno uplinjanje države. Azerbajdžan je eden od pokroviteljev energetskih koridorjev vzhod-zahod in sever-jug. Železniška proga Baku – Tbilisi – Kars povezuje Kaspijsko regijo s Turčijo, dokončana je bila 2017. Transanatolski plinovod za zemeljski plin (TANAP) in čez-jadranski plinovod (TAP) bo dobavljal zemeljski plin iz azerbajdžanskega Šah Deniza plin v Turčijo in Evropo.
Azerbajdžan je podaljšal sporazum o razvoju ACG do leta 2050 v skladu s spremenjenim PSA, ki so ga 14. septembra 2017 podpisali SOCAR in so-podjetja (BP, Chevron, INPEX, Equinor, ExxonMobil, TP, ITOCHU in ONGC Videsh).

### Kmetijstvo
Azerbajdžan ima največji kmetijski bazen v regiji. Približno 54,9 % države so kmetijska zemljišča. V začetku leta 2007 je bilo kmetijskih zemljišč v uporabi 4.755.100 hektarjev. Istega leta so skupni lesni viri šteli 136 milijonov m³. Azerbajdžanski znanstveni raziskovalni inštituti so osredotočeni na travnike in pašnike, vrtnarstvo in subtropske kulture, zeleno zelenjavo, vinogradništvo in vinarstvo, gojenje bombaža in zdravilne rastline. Na nekaterih območjih je koristno gojiti žito, krompir, sladkorno peso, bombaž in tobak. Pomembni kmetijski proizvodi so tudi meso, mlečni izdelki ter vino in žgane pijače. Kaspijska ribiška industrija se osredotoča na vse manjši stalež jesetrov in belug. Leta 2002 je imela azerbajdžanska trgovska mornarica 54 ladij.
Nekatere izdelke, prej uvožene iz tujine, so začeli proizvajati lokalno. Med njimi so Coca-Cola podjetja Coca-Cola Bottlers LTD., Pivo Baki-Kastel, parket Nehir in oljne cevi EUPEC Pipe Coating Azerbaijan. 

### Turizem
Turizem je pomemben del gospodarstva Azerbajdžana. Država je bila v 1980. znana turistična točka. Vendar je padec Sovjetske zveze in vojna v Gorskem Karabahu v 1990-ih škodovala turistični industriji in podobi Azerbajdžana kot turistične destinacije.
Šele leta 2000 je turistična industrija začela okrevati in država je od takrat doživela visoko rast števila turističnih obiskov in prenočitev. V zadnjih letih je Azerbajdžan postal tudi priljubljen za verski, zdraviliški in zdravstveni turizem. V zimskem času, gorsko letovišče Šahdag ponuja smučanje z najsodobnejšimi objekti. Azerbajdžanska vlada je razvoj države postavila kot elitno turistično destinacijo kot glavno prednostno nalogo. Nacionalna strategija je, da turizem postane glavni, če ne celo največji prispevek k azerbajdžanskemu gospodarstvu. Te dejavnosti ureja ministrstvo za kulturo in turizem. Brezvizni dostop ima 63 držav. E-vizum - za obisk tujcev držav z vizumom v Azerbajdžanski republiki.
Glede na poročilo o svetovnem gospodarskem forumu o Konkurenčnosti potovanj in turizma je Azerbajdžan na 84. mestu.

### Transport
Priročna lokacija Azerbajdžana na križišču večjih mednarodnih prometnih arterij, kot sta Svilna cesta in koridor jug-sever, poudarja strateški pomen prometnega sektorja za gospodarstvo države. Prometni sektor v državi vključuje cestni, železniški, letalski in pomorski promet.
Azerbajdžan je tudi pomembno gospodarsko središče pri prevozu surovin. Naftovod Baku – Tbilisi – Ceyhan (BTC) je začel obratovati maja 2006 in je dolg več kot 1774 km preko ozemelj Azerbajdžana, Gruzije in Turčije. BTC je zasnovan tako, da letno prevaža do 50 milijonov ton surove nafte in iz naftnih polj Kaspijskega morja na svetovne trge. Plinovod Južni Kavkaz, tudi na ozemlju Azerbajdžana, Gruzije in Turčije, je začel delovati konec leta 2006 in ponuja plinsko polje Šah Deniz na evropskemu trgu dodatne dobave plina. Šah Deniz naj bi proizvedel do 296 milijard kubičnih metrov zemeljskega plina na leto. Azerbajdžan ima pomembno vlogo tudi v projektu Svilna cesta, ki ga sponzorira EU.
Leta 2002 je azerbajdžanska vlada ustanovila ministrstvo za promet s široko paleto političnih in regulativnih funkcij. Istega leta je država postala članica Dunajske konvencije o cestnem prometu. Prednostne naloge so nadgradnja prometnega omrežja in izboljšanje prevoznih storitev, da bi olajšali razvoj drugih sektorjev gospodarstva.
Gradnja železnice Kars – Tbilisi – Baku leta 2012 naj bi izboljšala promet med Azijo in Evropo s povezovanjem železnic na Kitajskem in Kazahstanu na vzhodu z evropskim železniškim sistemom na zahodu prek Turčije. V letu 2010 so se železniške proge širokega tira in elektrificirane železnice raztezale na 2918 km oziroma 1288 km. Do leta 2010 je bilo 35 letališč in en helioport. 

### Znanost in tehnologija
V 21. stoletju je nov naftni in plinski razcvet pripomogel k izboljšanju razmer v azerbajdžanskem znanstvenem in tehnološkem sektorju, vlada pa je začela kampanjo za posodobitev in inovacije. Vlada ocenjuje, da bo dobiček iz informacijske tehnologije in komunikacijske industrije naraščal in postal primerljiv s prihodkom iz proizvodnje nafte.
Azerbajdžan ima velik in stalno rastoči internetni sektor, na katerega večinoma ni vplivala finančna kriza 2007–2008; hitra rast se napoveduje vsaj še pet let.
Država prav tako napreduje pri razvoju svojega telekomunikacijskega sektorja. Ministrstvo za komunikacije in informacijske tehnologije (MCIT), ki je tudi upravljavec s svojo vlogo v Aztelekomu, je hkrati oblikovalec politike in regulator. Obstajajo štirje ponudniki GSM: Azercell, Bakcell, Azerfon (Nar Mobile), operaterji mobilnega omrežja Nakhtel in en CDMA.
V 21. stoletju so številni ugledni azerbajdžanski znanstveniki geodinamike in geotektonike, ki so bili navdihnjeni s temeljnimi deli Elchina Khalilova in drugih, zasnovali stotine postaj za napovedovanje potresa in potresno odpornih zgradb, ki zdaj predstavljajo večji del republiškega centra za potresno službo.
Azerbajdžanska nacionalna vesoljska agencija je 7. februarja 2013 iz vesoljskega centra v Francoski Gvajani v orbito izstrelila svoj prvi satelit AzerSat 1 v orbitalnih položajih 46 ° vzhodno. Satelit pokriva Evropo in pomemben del Azije in Afrike ter služi za prenos televizijskih in radijskih oddaj ter interneta.  Izstrelitev satelita v orbito je prvi korak Azerbajdžana pri uresničevanju cilja postati država z lastno vesoljsko industrijo, ki bo sposobna v prihodnosti uspešno izvesti več projektov.

## Kultura
Azerbajdžanska kultura se je razvila kot rezultat številnih vplivov. Danes so v državi kljub zahodnim vplivom dobro ohranjene nacionalne tradicije, vključno z globalizirano potrošniško kulturo. Nekateri glavni elementi azerbajdžanske kulture so: glasba, literatura, ljudski plesi in umetnost, kuhinja, arhitektura, kinematografija in Novruz bajram. Slednji izhaja iz tradicionalnega praznovanja novega leta v stari iranski religiji zaratustrstvu. Novruz je družinski praznik. 
Profil azerbajdžanskega prebivalstva sestavljajo Azerbajdžanci, pa tudi druge narodnosti ali etnične skupine, ki živijo na različnih območjih države. Državne in tradicionalne obleke sta čoha in papahi. 
Obstajajo radijske oddaje v ruskem, gruzijskem, kurdskem, lezgijskem in tališkem jeziku, ki se financirajo iz državnega proračuna. V Bakuju izhaja več časopisov v ruskem, kurdskem (Dengi Kurd), lezgijskem (Samur) in tališkem jeziku. Judovsko društvo "Sohnut" izdaja časopis Aziz.

### Glasba in ljudski plesi
Glasba Azerbajdžana temelji na ljudskih tradicijah, ki segajo skoraj tisoč let nazaj. Glasba se je stoletja razvijala pod značko monodije, pri čemer je ustvarjala ritmično raznolike melodije. Med glasbili je 14 godalnih inštrumentov, osem tolkal in šest pihal. Kot navaja The Grove Dictionary of Music and Musicians »so Azerbajdžanci po etnični pripadnosti, kulturi in religiji glasbeno mnogo bližje Iranu kot Turčiji«.
Mugham, mejhana in ašik spadajo med številne glasbene tradicije Azerbajdžana. Mugham je po navadi suita s petjem in inštrumentalno spremljavo. Unesco je 7. novembra 2003 mogame vpisal na seznam nesnovne dediščine človeštva. Mejhana je neke vrste tradicionalno azerbajdžansko petje, ki ga običajno izvaja več ljudi, ki improvizirajo določeno temo.
Ašik združuje poezijo, pripovedovanje, ples ter vokalno in instrumentalno glasbo v tradicionalno uprizoritveno umetnost, ki stoji kot simbol azerbajdžanske kulture. Je mistični trubadur ali potujoči bard, ki poje in igra saz (vrsta tamburice). Ta tradicija izvira iz šamanističnih verovanj starodavnih turških ljudstev. Tudi ašik je na Unescovem seznamu nesnovne kulturne dediščine od 30. septembra 2009. 
Obstaja več deset azerbajdžanskih ljudskih plesov. Nastopajo na uradnih praznovanjih, plesalci pa nosijo narodna oblačila, kot je čoha, ki je dobro ohranjena v okviru nacionalnih plesov. Večina plesov ima zelo hiter ritem.

### Književnost
Med srednjeveškimi avtorji, rojenimi v teritorialnih mejah sodobne Azerbajdžanske republike, je bil perzijski pesnik in filozof Nizami, imenovan Gandžavi po rojstnem kraju, Gandža.
Najzgodnejša osebnost v azerbajdžanski literaturi je bil Izzeddin Hasanoglu, ki je sestavil divan, sestavljen iz perzijskih in turških gazel. V perzijskih gazelah je uporabljal svoje pesniško ime, medtem ko so njegove turške gazele napisne pod njegovim imenom Hasanoghlu.
Klasična literatura je nastala v 14. stoletju na podlagi različnih zgodnjih srednjeveških narečij Tabriza in Širvana. Med pesniki tega obdobja so bili Gazi Burhanaddin, Hakiki (pravo ime Jahan-šah Qara Qoyunlu) in Habibi. Konec 14. stoletja je bilo tudi obdobje začetka literarne dejavnosti Imadadina Nesimija, enega največjih turških mističnih pesnikov poznega 14. in začetka 15. stoletja in eden najvidnejših mojstrov zgodnjih divanov v turški literarni zgodovini , ki je pesmi pisal tudi v perzijščini in arabščini. Sloga divan in gazela so nadalje razvijali pesniki Qasim al-Anvar, Fuzuli in Khatai (pravo ime Ismail I., safavidski šah).
Knjiga Dede Korkut je sestavljena iz dveh rokopisov, prepisanih v 16. stoletju, pa ni bila napisana prej kot v 15. stoletju. Gre za zbirko 12 zgodb, ki odražajo ustno izročilo oguških nomadov. Mohamed Fuzuli, pesnik iz 16. stoletja, je napisal svoje brezčasne filozofske in lirične Qazals v arabščini, perzijščini in azerbajdžanščini. Fizuli je bil vodilna literarna osebnost njegovega časa. V istem stoletju je azerbajdžanska književnost še naprej cvetela z razvojem pesniškega žanra bardov Ašik (azerbejdžansko: Aşıq). V istem obdobju je pod imenom Khatāī (arabsko: خطائی za 'grešnik'), Ismail I. napisal približno 1400 verzov v azerbajdžanščini, ki so bile pozneje objavljene kot njegov Divan. V tem obdobju je bil predstavljen edinstven literarni slog, znan kot qošma (azerbajdžansko qoşma za 'improvizacijo'), razvil pa ga je šah Ismail in kasneje njegov sin in naslednik šah Tahmasp I.
Sodobna literatura v Azerbajdžanu temelji predvsem na narečju širvani, v Iranu pa na tabrizijskem. Prvi časopis v Azerbajdžanu, Akinchi, je izšel leta 1875. Sredi 19. stoletja so ga poučevali v šolah Bakuja, Gandže, Šakija, Tbilisija in Erevana. Od leta 1845 ga poučujejo tudi na univerzi v Sankt Peterburgu v Rusiji.

### Ljudska umetnost
Azerbajdžanci imajo bogato in izrazito kulturo, katere glavni del je dekorativna in uporabna umetnost. To obliko umetnosti predstavlja široka paleta ročnih del, kot so cizeliranje, izdelava nakita, graviranje kovin, rezbarjenje lesa, kamna in kosti, izdelava preprog, klekljanje, tkanje in tisk tkanin, pletenje in vezenje. Številna zanimiva dejstva, povezana z razvojem umetnosti in obrti v Azerbajdžanu, so poročali številni trgovci, popotniki in diplomati, ki so te kraje obiskali v različnih obdobjih.
Azerbajdžanska preproga je tradicionalno ročno izdelana, različnih velikosti, z gosto teksturo, katere vzorci so značilni za številne azerbajdžanske regije. Novembra 2010 je UNESCO razglasil azerbajdžansko preprogo za mojstrovino nesnovne dediščine.
Azerbajdžanske preproge lahko razvrstimo v več velikih skupin in v množico podskupin. Znanstveno raziskovanje azerbajdžanske preproge je povezano z imenom Latif Kerimov, uglednega znanstvenika in umetnika. Njegova klasifikacija je štiri velike skupine preprog povezala s štirimi geografskimi conami Azerbajdžana: Guba-Širvana, Gandža-Kazah, Karabah in Tabriz.
Arheološka izkopavanja na območju Azerbajdžana pričajo o dobro razvitem kmetijstvu, živinoreji, obdelavi kovin, lončarstvu, keramiki in tkanju preprog, ki segajo že v drugo tisočletje pred našim štetjem. Arheološka najdišča v Dashbulaqu, Hasansuu, Zayamchai in Tovuzchai, odkritih ob izgradnji plinovoda BTC, so odkrila artefakte iz stare železne dobe.

### Kuhinja
Tradicionalna kuhinja slovi po obilici zelenjave in zelenja, ki se sezonsko uporablja v jedeh. Sveža zelišča, vključno meta, koriander, koper, bazilika, peteršilj, pehtran, por, drobnjak, timijan, majaron, zelena čebula in vodna kreša, so zelo priljubljena in pogosto spremljajo glavne jedi na mizi. Podnebna raznolikost in rodovitnost zemlje se odražata v nacionalnih jedeh, ki temeljijo na ribah iz Kaspijskega morja, lokalnem mesu (predvsem ovčetini in govedini) ter obilici sezonske zelenjave in zelenja. Žafranov-rižev plov je vodilno živilo v Azerbajdžanu, črni čaj pa je nacionalna pijača. Za pitje čaja pogosto uporabljajo tradicionalni kozarec armudu. Priljubljene tradicionalne jedi so še bozbaš (jagnječja juha, ki obstaja v več regionalnih različicah z dodatkom različne zelenjave), kutab (jed, narejena iz tanko valjanega testa, ki se na kratko kuha na izbočeni rešetki, znani kot saj – ponev - z nadevom zelenja ali mletega mesa) in dušbara (vrsta cmokov iz testa, napolnjenega z mletim mesom in dišavami).

### Arhitektura
Azerbajdžanska arhitektura običajno združuje elemente vzhoda in zahoda. Ima močan vpliv perzijske arhitekture. V sodobnem Azerbajdžanu je veliko starodavnih arhitekturnih zakladov, kot sta Deviški stolp in Širvanšahova palača v obzidanem mestu Baku. Na seznamu Unescove dediščine svetovne dediščine so:
- Obzidje Bakuja s Širvanšahovo palačo in Deviškim stolpom (Walled City of Baku with the Shirvanshah's Palace and Maiden Tower), vpis 2000[70]
- Skalne poslikave in kulturna krajina Gobustana (Gobustan Rock Art Cultural Landscape), vpis 2007[71]
- Zgodovinski center Šeki s Kanovo palačo (Historic Centre of Sheki with the Khan’s Palace), vpis 2019[72]

Na poskusnem seznamu pa še: Atashgāh v Bakuju, mavzolej Momine Khatun, narodni park Hirkan, narodni park Binegadi, blatni vulkan Lökbatan, gora Baku Stage, Kaspijska obalna  obramba, Narodni rezervat Šuša, Narodni rezervat Ordubad in palača Šaki kana.
Med drugimi arhitekturnimi zakladi so Kvadraten grad v Mardakanu, Parigala v Juhari Čardaglarju, številni mostovi, ki prečkajo reko Aras in več mavzolejev. V 19. in v začetku 20. stoletja je nastalo malo monumentalne arhitekture, vendar so bile v Bakuju in drugod postavljene zanimive rezidence. Med najnovejšimi arhitekturnimi spomeniki se bakujska podzemna železnica odlikuje po razkošnem dekorju.
Naloga sodobne azerbajdžanske arhitekture je raznolika uporaba sodobne estetike, iskanje arhitekturnega lastnega umetniškega sloga in vključevanje obstoječega zgodovinsko-kulturnega okolja. Veliki projekti, kot so kulturni center Hejdarja Alijeva, Plamenski stolpi, Kristalna dvorana Baku, Belo mesto Baku in stolp SOCAR, so spremenili panoramo dežele in promovirajo njeno sodobno identiteto.

## !
1. ↑  azerbajdžansko Azərbaycan Respublikası, [ɑːzæɾbɑjˈdʒɑn ɾespublikɑˈsɯ]; uradno Azerbajdžanska republika.